# Kraków
Kraków (i tyskspråkig liksom i äldre svenskspråkig litteratur vanligen benämnd Krakau) är en stad i Lillpolens vojvodskap i regionen Galizien (polska: Galicja) i södra Polen, cirka 300 km söder om huvudstaden Warszawa. Kraków är befolkningsmässigt Polens näst största stad med cirka 760 000 invånare, och hela storstadsområdet har nästan 1,5 miljoner invånare. Dess gamla stad är sedan 1978 ett världsarv. Kraków var Polens huvudstad från medeltiden till 1596, då Sigismund (på polska känd som Zygmunt III Waza) flyttade huvudstaden till Warszawa.

## Namn

### Etymologi
Etymologiskt kopplas namnet Kraków samman med den mytologiska grundaren Krak som enligt sägnen ska ha grundat staden efter att ha dödat en drake som plågade trakten. Det fornslaviska namnet Krak har i sin tur härletts till orden för "härskares stav" eller "ek".

### Namn på andra språk
Kraków var efter Polens delningar en del av den österrikiska monarkin och under andra världskriget ockuperat av Tyskland. Den tyska namnformen Krakau användes länge i svensk litteratur. Numera utgår man dock i svenskt språkbruk från den polska namnformen "Kraków" (skrivs ibland bara Krakow; bokstaven "ó" uttalas som "o" i svenska bo eller bott). På engelska används ibland formen Cracow. Den latinska och italienska formen är Cracovia. Andra språks namn på staden är: Cracovie (franska), Krakkó (ungerska), Krakiv (ukrainska), Krakov (ryska), Krokuva (litauiska), Krakova (finska), Kroke (jiddisch).

## Historia

### Förhistorisk tid

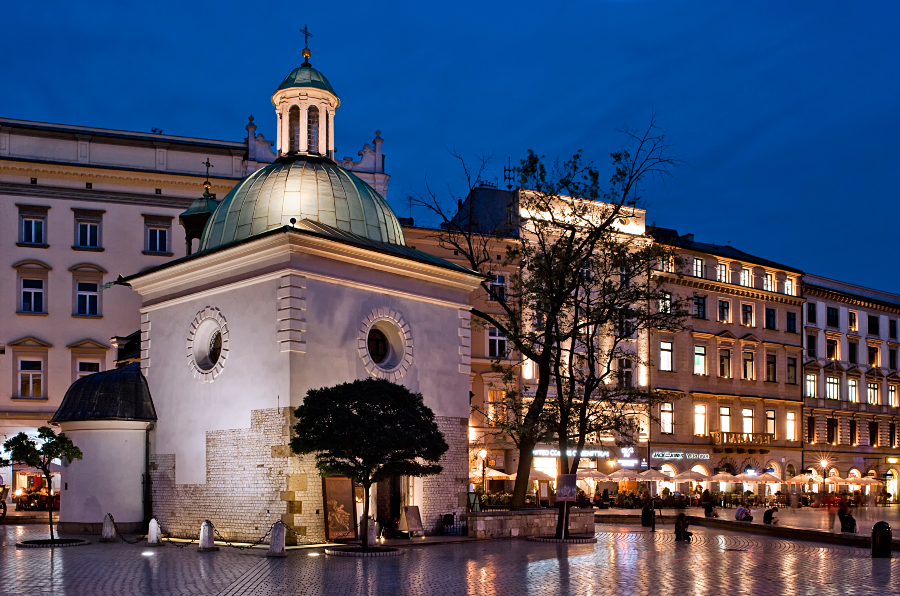
Kyrkan Sankt Adalbert från 1100-talet.

Arkeologiska utgrävningar har visat att platser i och runt dagens Kraków  – Wawelkullen (platsen för det nuvarande slottet Wawel), närbelägna grottor med mera – varit bebodda sedan äldre stenålder. Under yngre stenålder och framåt har stenverkstäder, främst på Wawelkullen, tidiga former av jordbruk och boskapshållning samt vävning kunnat påvisas.
Bronsåldern och järnåldern visar förekomster av keramik- och metallurgisk framställning, bland annat gjutning av verktyg och olika prydnadsföremål. Det är också under denna period man kan börja tala om en typisk (forn)slavisk kultur, de så kallade wislanerna (polska: wislanie) och området kring Kraków var vid denna tid relativt tättbefolkat. Under 700-talet f.Kr. dominerades kulturen av skyter och kelter, vilka utövade hegemoni; de senare införde under 400-talet drejskivor och medförde en vidareutveckling av industrin bland annat genom införande av blästerugnar.

### Romartiden

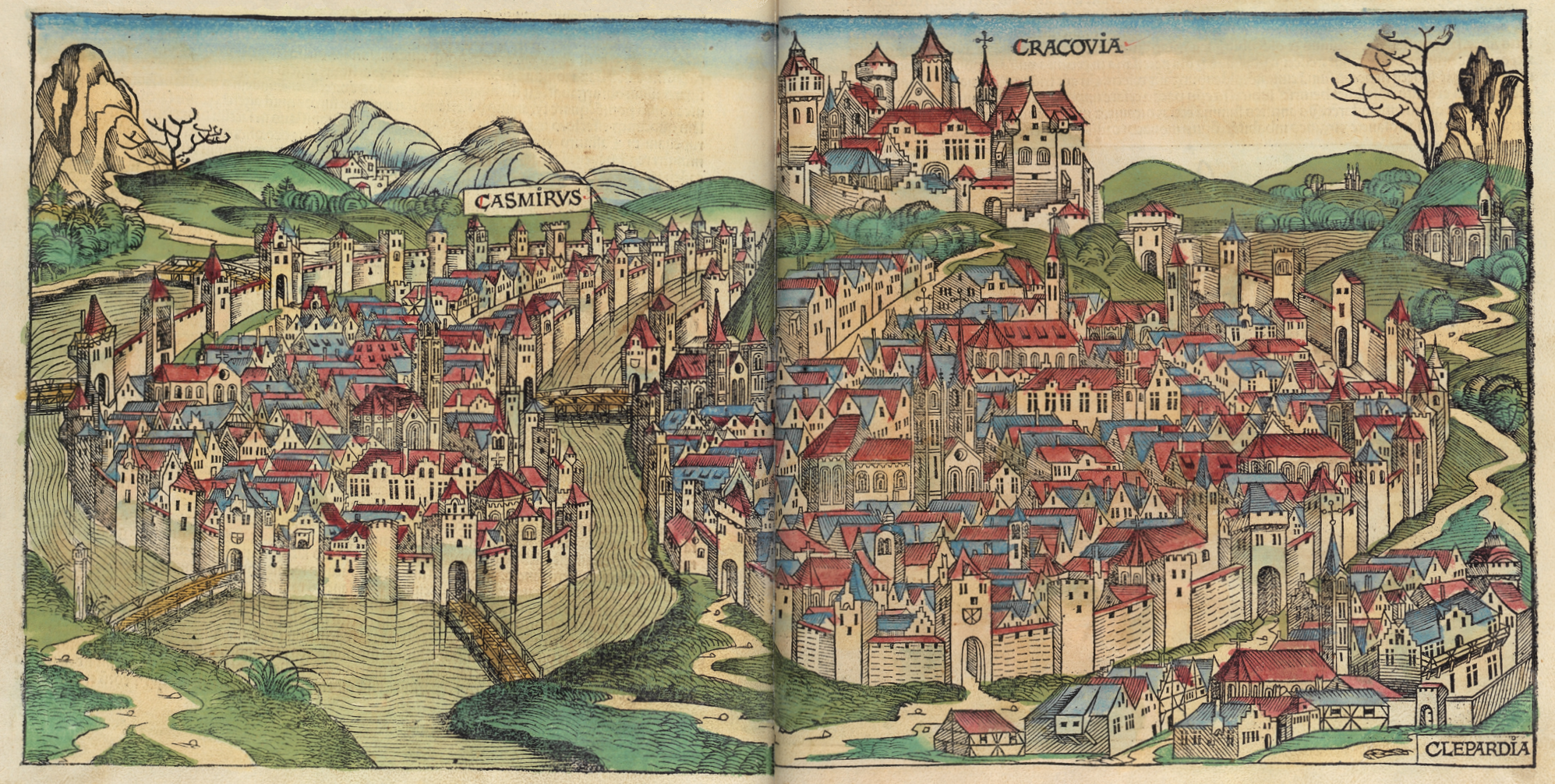
Kraków, träsnitt i Nürnbergkrönikan från 1493.

Under denna period fördes betydande handel med det romerska riket, många fynd av mynt vittnar därom. Industriella områden med metallurgi och dylikt, som Igołomia i Tropiszów samt området som utgör dagens Nowa Huta, var verksamma vid denna tid.

### Folkvandringstidenochmedeltiden
Tiden mellan 400 och 600 e.Kr. karakteriseras av de stora folkvandringarna, som medförde en betydande avfolkning med kulturell degeneration som följd, föranledd av hunnernas framfart.

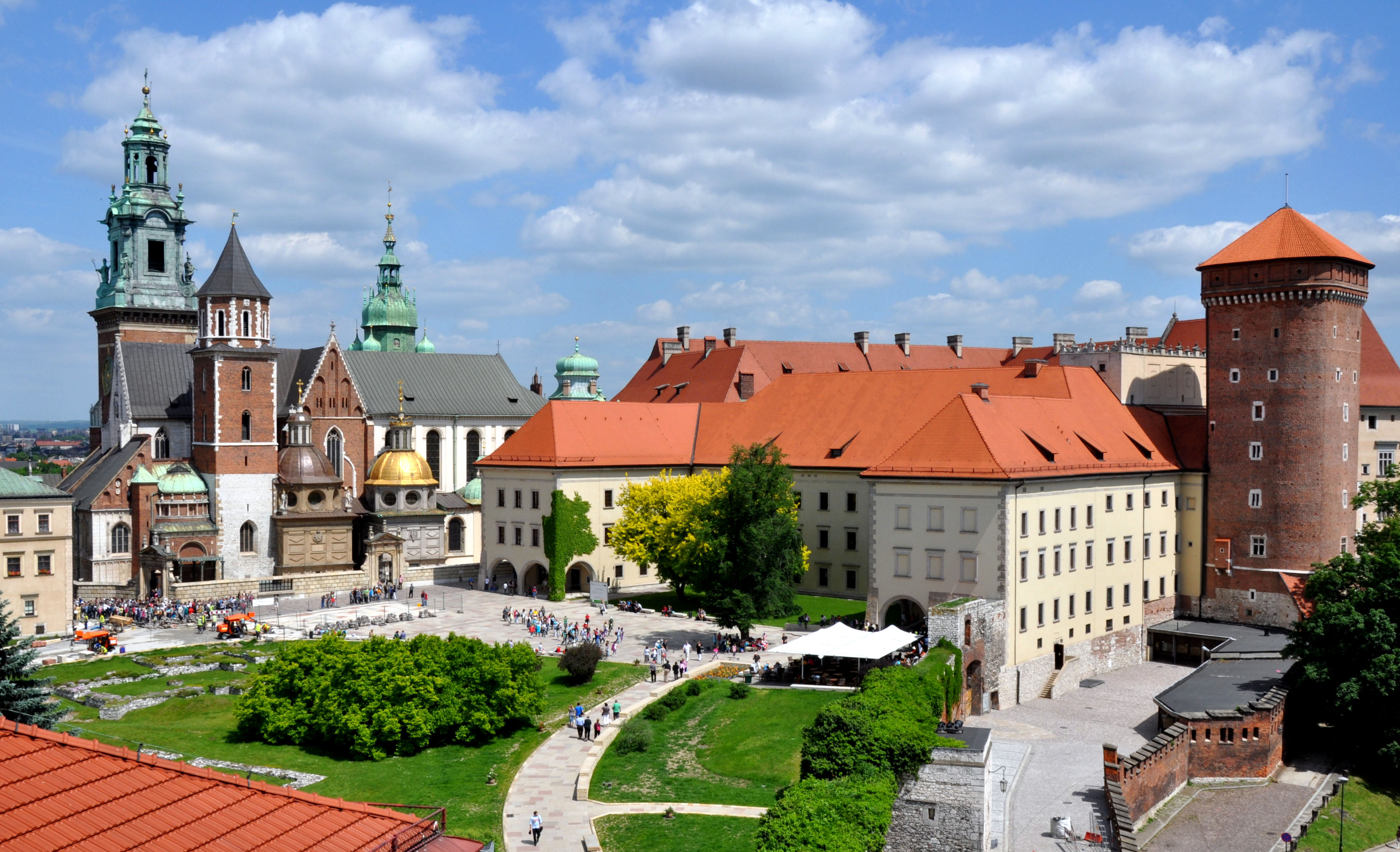
Slottet Wawel och dess katedral.

Under 800-talet uppstod en mer varaktig bosättning på och kring Wawelkullen, vilken under senare hälften av samma århundrade utkristalliserades till att bli en borg i de slaviska wislanernas rike, där Kraków utgjorde en del i ett borgsystem. Mellan åren 876 och 879 förlorade wislanerna sin suveränitet till den stormähriske tjeckiske hertigen Świętopełk. Efter dennes död krossades det Stormähriska riket av ungerska framryckningar år 907 och för ett kort tag återupprättades wislanernas rike (sedermera underkuvat till att bli en del av Polen). Efter år 955 införde hertig Bolesław Okrutny ("Boleslaw den grymme") tjeckisk överhöghet på nytt. Denna period varade dock inte länge. 990 eller 999 inlemmade Mieszko I eller möjligen hans son Boleslav I av Polen Kraków till det som då var ett polskt rike. Staden blev en viktig handelsplats och omnämns i skrift första gången av en handelsresande från Córdoba, Ibrahim-Ibn-Iakub, 965 e.Kr. År 1000 utnämndes Kraków till biskopssäte.

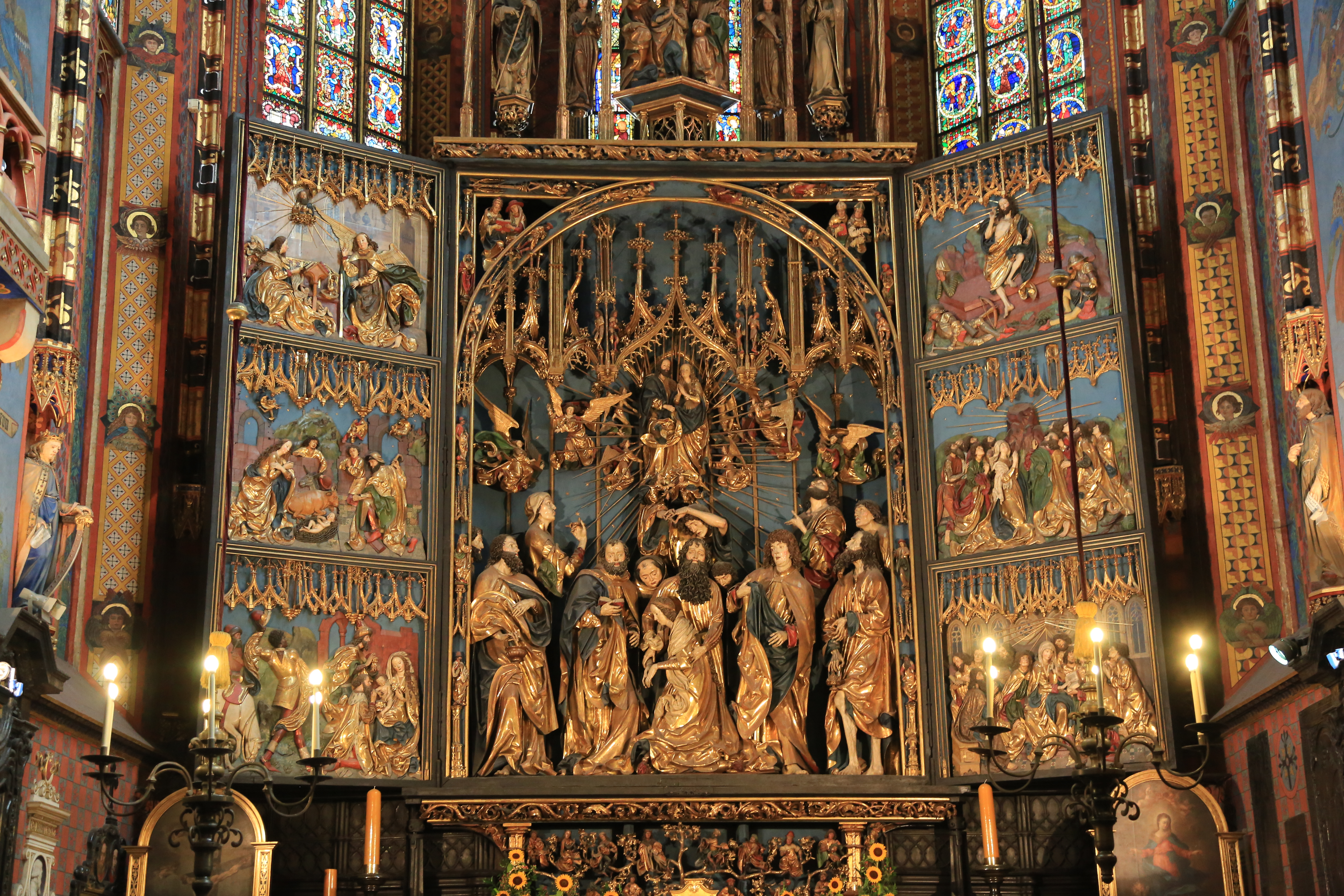
Gotiskt altare av Wit Stwosz (Veit Stoss) i Mariakyrkan i Kraków.

Under 1200-talet blev staden flera gånger angripen och allvarligt förstörd av mongolväldet. Kraków återuppbyggdes 1257 och fick stadsrättigheter enligt den tyska stadslagen Magdeburgrätten. Under det följande seklet var majoriteten av befolkningen tyskar. Dessa blev senare assimilerade polacker eller utsattes för "polonisering", vilket innebar att de bland annat tvingades att endast använda det polska språket.
1364 grundade Kasimir III av Polen Jagellonska universitetet i Kraków, Centraleuropas näst äldsta universitet.

### Krakóws storhetstid
Under 1400- och 1500-talen upplevde den polska huvudstaden Kraków sin storhetstid. Stor renässanskonst och arkitektur skapas, till exempel den gamla synagogan i kvarteren Kazimierz.
Sigismund II August avled barnlös 1572 och tronen övergick till Henrik III av Frankrike som i sin tur efterträddes av ett antal utländska härskare. Detta fick till följd att staden minskade i betydelse. 1596 flyttade den svenske och polske kungen Sigismund III det polsk-litauiska samväldets huvudstad från Kraków till Warszawa. I början av 1600-talet, under det andra polska kriget (1600–1629), utsattes Kraków för svenska plundringståg, samt en pestepidemi. År 1702 under Karl XII:s polska fälttåg intogs Krakow av Magnus Stenbocks styrkor under Karl XII. Efter erövringen av Kraków inrättade kung Karl sitt högkvarter i staden och stannade där till början av oktober. Kungen och armén avtågade därifrån till Lublin.

### Fram till 1918

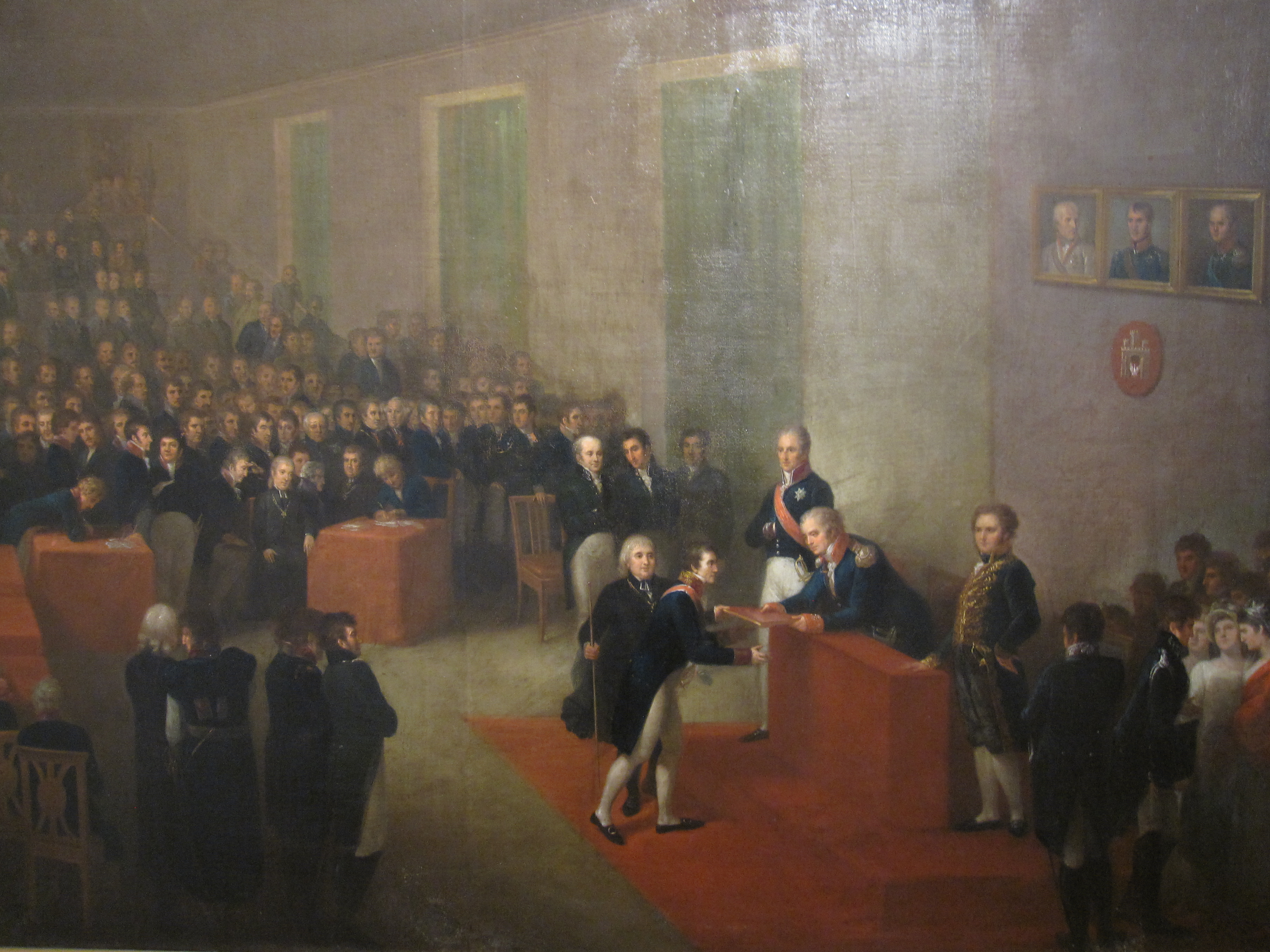
Ceremoni då Kraków erhåller status som Stadsstaten Krakow 1815.

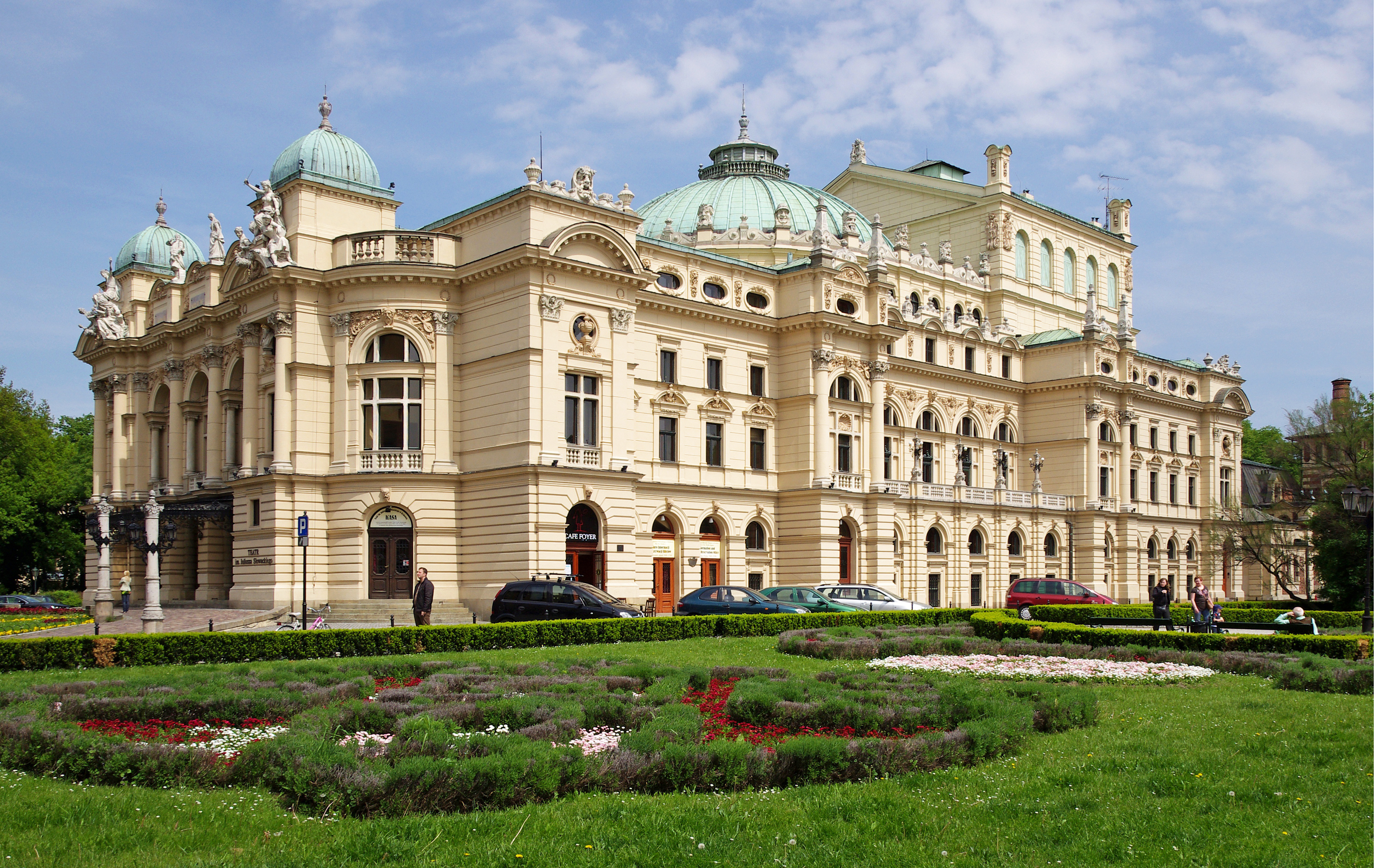
Słowacki Teater

Polsk-litauiska samväldet blev återkommande angripet av Ryssland,  Habsburgska monarkin och Preussen. 1795 blev Kraków en del av den Habsburgska monarkin och 1809 gjorde Napoleon I staden till en del av Hertigdömet Warszawa. Vid Wienkongressen 1815 bildades Stadsstaten Krakow som styrdes av Ryssland, Preussen och Österrike. Ett polskt uppror för nationell självständighet 1846 misslyckades och Kraków annekterades av Österrike. 1866 tilldelades Kraków och regionen Galizien en viss autonomi och staden utvecklades till ett centrum för polsk kultur.

### 1918–1989
Efter första världskriget (1914–1918) bildades Andra polska republiken med Warszawa som huvudstad och Kraków som den nya republikens viktigaste akademiska och kulturella centrum. Staden var även, liksom Warszawa, en betydande knutpunkt för judisk kultur.
Efter Nazitysklands invasionen av Polen 1939 kom Kraków att ingå i det av tyskarna upprättade Generalguvernementet (sydöstra Polen). I den så kallade Sonderaktion Krakau (Specialaktion Kraków) arresterades 180 universitetsprofessorer och akademiker som sändes till lägren Sachsenhausen och Dachau. I mars 1941 sammanfördes stadens judar i Krakóws getto. Dessa deporterades två år senare till arbetslägret Płaszów, strax utanför Kraków, eller till förintelselägret Auschwitz-Birkenau.
Kraków blev relativt skonat från andra världskrigets bombningar och strider. Efter krigets slut och Folkrepubliken Polens födelse verkade stadens kända universitet under total politisk kontroll. Regimen satsade på industrialisering av landet och i den nya Krakówförorten Nowa Huta (Nya stålverket) anlades landets största järnverk. Nowa Huta är idag känd för sin typiska stalinistiska arkitektur och stadsplan.

### Efter 1989
1989 föll den socialistiska Folkrepubliken Polen, planekonomin byttes mot marknadsekonomi och Republiken Polen upprättades. Kraków är idag ett viktigt ekonomiskt och kulturellt centrum samt ett välbesökt turistmål.

## Gamla staden

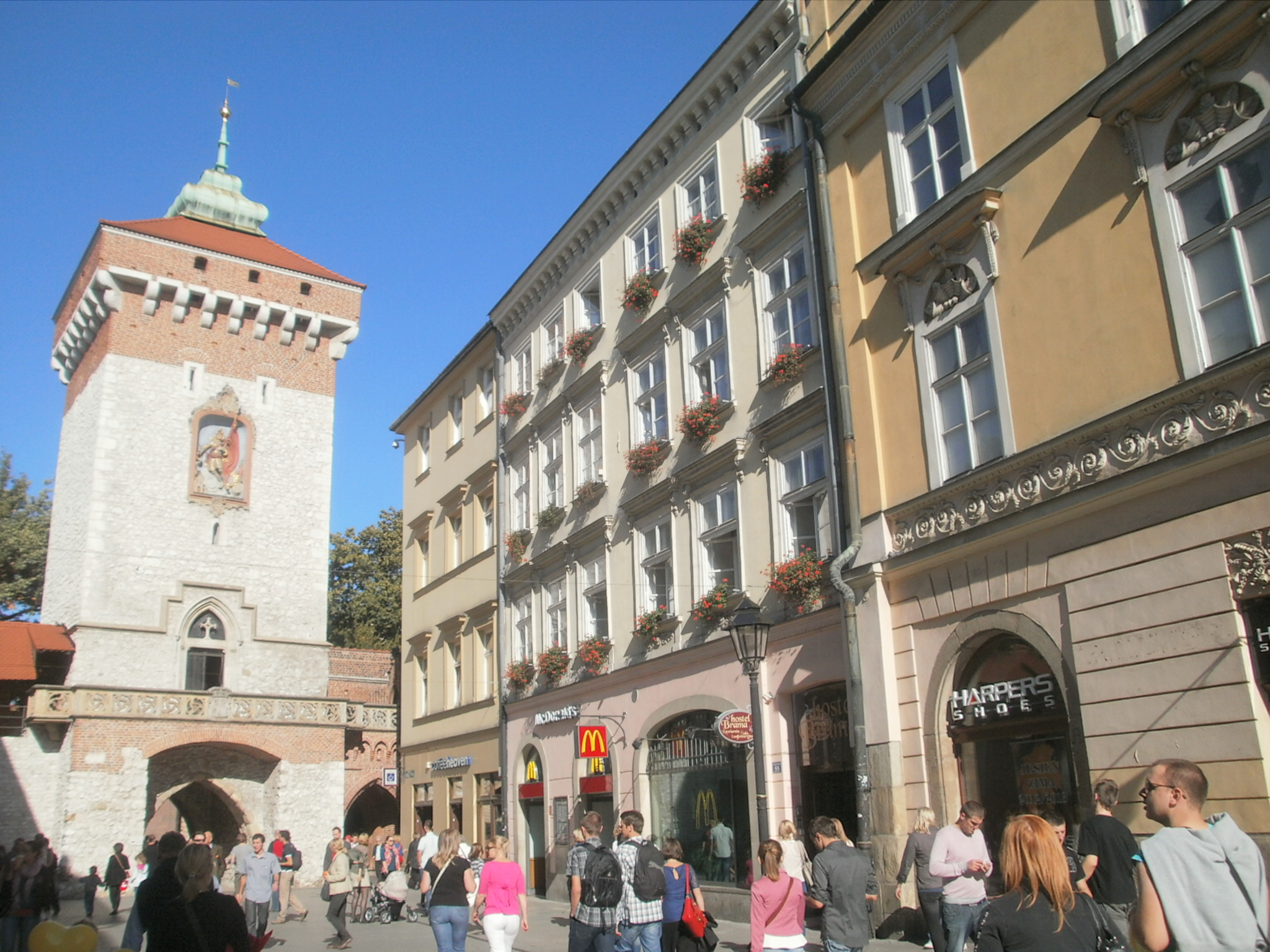
Den medeltida Florians port.

Stadsplanen är från 1200-talet och bortsett från broar och flygplatser i och i närheten av staden klarade den sig helt utan skador under andra världskriget. Kraków hör enligt många till de vackraste städerna i Europa och världen. Stadens gamla stadskärna, Stare Miasto eller Gamla staden, är uppsatt på Unescos världsarvslista. Det största torget, Rynek Główny, är ett av Europas största torg och krakówbornas naturliga samlingsplats. Mitt på torget finns en stor byggnad, Sukiennice ("klädeshallarna"), vilken, tillsammans med Mariakyrkan (kościoł Mariacki) och Wawel, är Krakóws främsta landmärken. Kraków har tusentals historiska sevärdheter, ett hundratal kyrkor, och förnämliga konstsamlingar med bland annat Leonardo da Vincis porträtt av Cecilia Gallerani "Damen med hermelinen". Staden anses vara Polens kulturella huvudstad.

## Klimat
Medeltemperaturer är –3 °C i januari och +19 °C i juli. Årsmedelnederbörden är 650 mm.

## Industri
Det finns stora förekomster av salt och kalk i närheten av staden, vilket möjliggjorde utveckling av de äldsta industrierna.
Brytning i saltgruvan Wieliczka började redan på 1200-talet. Den har nu 300 km tunnlar och schakt i 9 nivåer och blev 1978 utnämnd som ett Unescos världsarv.
Efter andra världskriget byggdes förorten Nowa Huta med en omfattande järn- och stålproduktion samt kemisk industri. Annan viktig industri är aluminium-, textil-, livsmedel-, elektroteknisk och maskinindustri. Efter östblockets fall och Polens anslutning till EU visade sig en stor del av industrin inte vara konkurrenskraftig och en betydande omställning har ägt rum de senaste åren.

## Kultur och utbildning

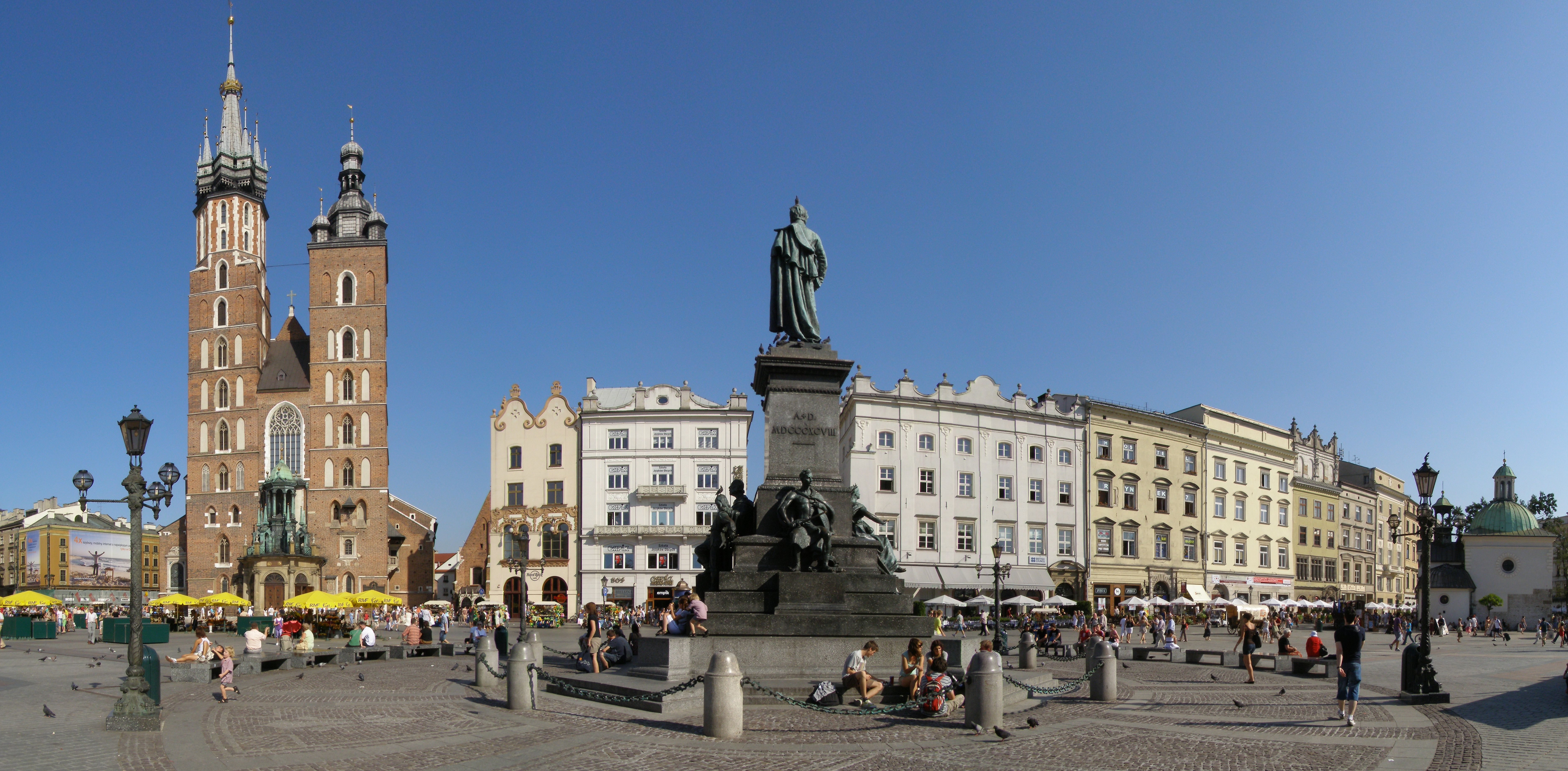
Marknadsplats i Kraków, den största medeltida torget i Europa

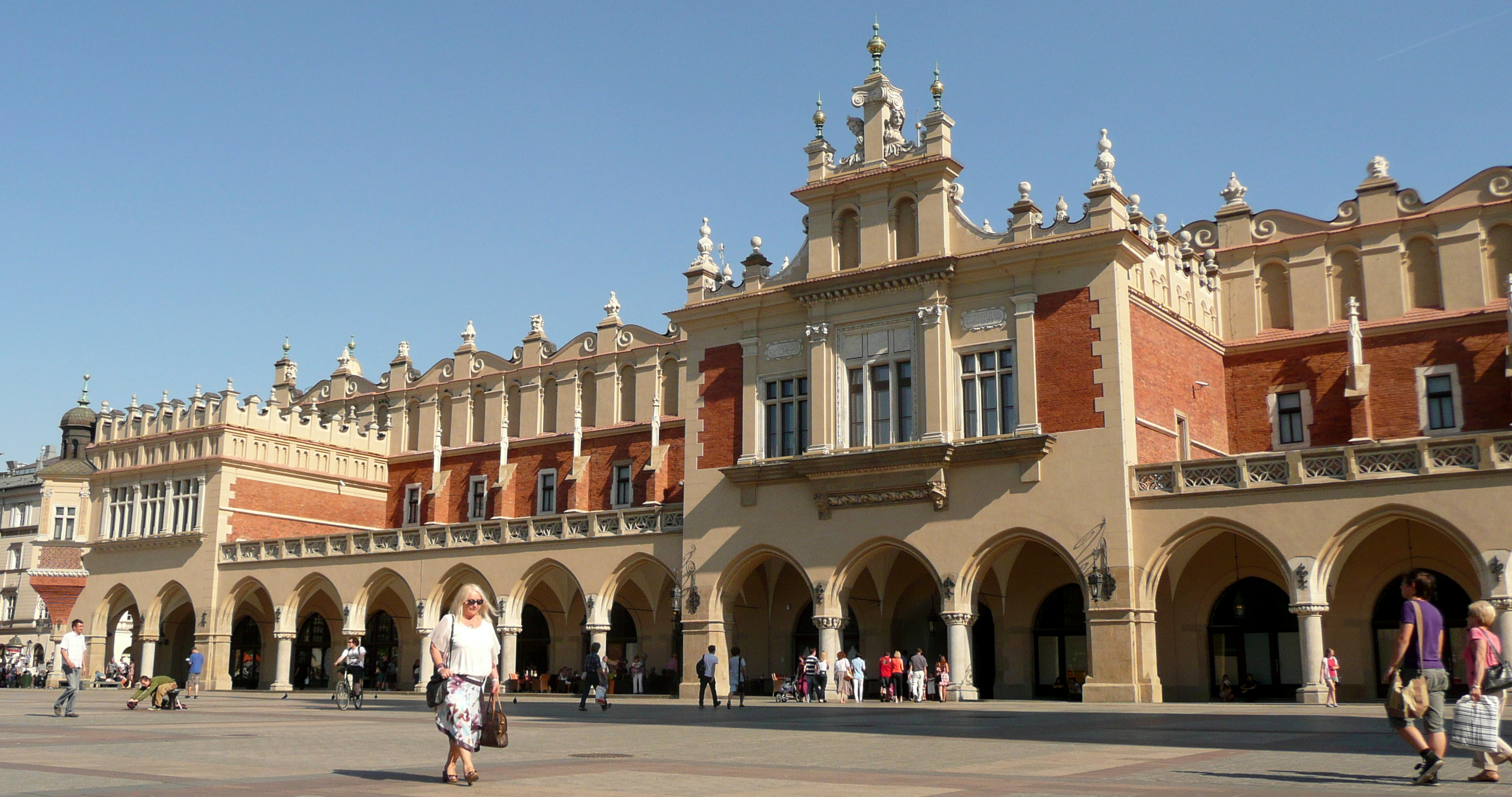
Sukiennice

Staden är säte för Uniwersytet Jagielloński med över 40 000 studenter samt för flera andra högskolor. Staden har ett mycket rikt kulturliv med flera ledande teatrar, orkestrar, opera, museer, etcetera.

## Kommunikationer

### Järnväg
Från Krakóws centralstation, Kraków Główny, avgår tåg till i stort sett hela Polen, vars järnvägsnät är mycket väl utbyggt. Det finns många förbindelser till utlandet, till exempel Berlin, Prag, Budapest, Bratislava, Moskva, Wien och Lviv. Förbindelserna söderut, till exempel till Budapest, är tidsödande eftersom det saknas en effektiv järnvägsförbindelse över Tatrabergen. Se vidare PKP, polska statens järnvägar.
Staden har 26 spårvägslinjer.

### Vägtrafik
Vägstandarden i Kraków är i huvudsak god, men mindre vägar kan hålla dålig standard. Runt halva Kraków går en ringled i form av en motorväg, vilken utgör en del av det motorvägssystem, som förbinder Kraków med den närbelägna staden Katowice – avgift för vägtull mellan Kraków och Katowice krävs (juli 2023, 15 złoty per infart/utfart). Kraków har även motorvägsförbindelse med Berlin samt Warszawa. Söderut saknas en effektiv förbindelse över Tatrabergen.

### Luftfart
Kraków-Balices flygplats ligger i Balice och kallas Międzynarodowy Port Lotniczy im. Jana Pawła II Kraków – Balice (Johannes Paulus II-flygplatsenb), IATA-kod: KRK. Främsta operatör är det nationella flygbolaget LOT Polish Airlines. Sammanlagt 19 flygbolag har direktförbindelser från Kraków-Balice, bland annat till Arlanda, Chicago, New York, Tel Aviv, Paris, London, Amsterdam, Berlin och Oslo.
b)Till heder för påven Johannes Paulus II, som var polack.